# Алаэддин (бей Алайе)
Алаэддин б. Юсуф (тур. Alâeddin b. Yusuf) — правитель бейлика Алайе с 50-х годов XIV века до 1364 года. В союзе с Текеогулларами и Караманогулларами воевал с королем Кипра Пьером I.

## Биография
Алаэддин был сыном Юсуфа-бея, которого историки считают основателем бейлика Алайе. Известно, что Ибн Баттута называл Юсуфа «сын Карамана», поэтому считается, что Юсуф и его сыновья и внуки были Караманиды. В источниках нет точной информации о том, когда умер Юсуф-бей и когда и как его сын Алаэддин-бей стал беем, но считается, что произошло это в 1350-х годах. Основной проблемой бейлика в период правления Алаэддина была деятельность короля Кипра Пьера I, который занял трон после Гуго IV в 1358 году. В этот период залив Анталии был ареной частых стычек между киприотами и туркменскими беями. В 1360 году Пьер напал на южное побережье Анатолии и захватил Корикос, принадлежавший Армянскому царству. Через год, 24 августа 1361 года, он отнял Анталию у Теке-бея. Вопросом времени было нападение Пьера на недалеко расположенный Алайе. Для защиты от христиан Алаэддин объединял силы с Теке-беем и Караманоглу Алаэддином.
Согласно кипрскому хронисту Леонтию Махере (1380—?), Пьер решил прибыть в Алайе после того, как взял Анталию. Алаэддин-бей (называемый Леонтием «правитель Алайи») и эмир Моновгата испугались и отправили к Пьеру послов, прося не враждовать с ними и обещая платить дань. По словам Леонтия, «король был очень доволен и послал им некоторые из своих знамён, и они подняли их выше своих собственных (в знак признания своего подчинения)». Пьер покинул Анталию 8 сентября 1361 года и направился к Алайе. Якобы, Алаэддин приветствовал Пьера у ворот, принёс оммаж, дал ключи от города. На что, будто бы, Пьер подарки принял, но ключи не взял. За Леонтием этот рассказ повторили более поздние кипрские хронисты (Георгиос Бустрониос, Амади), называвшие Алаэддина «синьор Сканделоро». Однако эта информация впервые зафиксирована на полвека позднее событий и является слишком утрированной, так что её нужно воспринимать критично. За ней скрывается, возможно, то, что Алаэддину-бею, как и бею Текеогуллары, пришлось временно признать господство Пьера I. Однако через короткое время туркменские беи отказались от повиновения царю Кипра. Морские путешествия в период правления Алаэддина стали небезопасными, что повлияло на торговлю и налоговые поступления, что привело к снижению благосостояния бея. Алаэддин-бей умер в 1364 году, как написано на захоронении в мечети Гюлефшен (Gülefşen Camii) села Оба. После его смерти управление княжеством перешло к его сыну Хусамеддину Махмуду.